# Huron (jezioro)
Huron (ang. Lake Huron, fr. Lac Huron) – jezioro słodkowodne, drugie co do wielkości w kompleksie pięciu Wielkich Jezior Ameryki Północnej i czwarte pod względem wielkości na świecie. Składa się z czterech części: jezioro główne, zatoka Saginaw, zatoka Georgian i Kanał Północny. Środkiem jeziora głównego biegnie granica między Kanadą i Stanami Zjednoczonymi. Jezioro główne od dwóch zatok w części kanadyjskiej oddziela duża wyspa Manitoulin. Brzegi zachodni i południowo-zachodni należą do amerykańskiego stanu Michigan, natomiast pozostałe brzegi należą do kanadyjskiej prowincji Ontario. Jezioro Huron było pierwszym z Wielkich Jezior odkrytym przez Europejczyków (Samuel de Champlain, 1615). Nazwa jeziora została nadana od nazwy plemienia Indian Huronów zamieszkujących okoliczne tereny do XVII wieku.

## Geografia
Jezioro Huron ze względu na centralne położenie w basenie Wielkich Jezior jako jedyne łączy się z trzema innymi jeziorami. Na północno-zachodnim krańcu łączy się z jeziorem Michigan, przez cieśninę Mackinac, mającą 8 km szerokości w najwęższym miejscu; hydrologicznie, oba jeziora stanowią jeden zbiornik wodny. Rzeka St. Clair wypływa z jeziora Huron na jego południowym końcu i razem z jeziorem St. Clair i rzeką Detroit łączy je z jeziorem Erie. Na północnym końcu jezioro łączy się z Jeziorem Górnym rzeką St. Marys.
Jezioro leży na tej samej wysokości co jezioro Michigan (176 m n.p.m.) i czasem traktowane jest jako jeden zbiornik nazywany Michigan-Huron. Jeziora połączone są poprzez cieśninę Mackinac, która ma długość 64 km i szerokość 8 km w jej najwęższym punkcie. Umowną granicą pomiędzy jeziorami jest miejsce gdzie znajduje się wiszący Mackinac Bridge. Jeśli traktować kompleks jezior jako jedno jezioro to byłoby one zdecydowanie największe na świecie.

### Charakterystyka fizyczna
Powierzchnia lustra wody wynosi 59 600 km², z czego 36,0 tys. km² znajduje się w Kanadzie. Linia brzegowa jeziora Huron, jest bardzo rozbudowana, przez co jest najdłuższa ze wszystkich jezior świata i wynosi 6157 km.
Długość jeziora wynosi 332 km, a szerokość 245 km Średnia głębokość to 59 m, z maksymalną głębiną 229 m. Położone jest na wysokości 176 m n.p.m. Jezioro Huron zawiera 3540 km³ wody. Jego duża objętość przy stosunkowo niewielkim wypływie wody sprawia, że hipotetyczny czas opróżniania jeziora przy braku dopływu wyniósłby 22 lata.
Ze względu na wielkość obszaru wody obserwowane są kilkucentymetrowe pływy wody spowodowane siłami grawitacji Księżyca i Słońca.

### Wyspy
Jezioro Huron ma olbrzymią liczbę wysp, wiele z nich w postaci archipelagów, co sprawia, że jest zbiornikiem słodkowodnym z największą liczbą wysp na świecie. Niektóre wysepki, to wystające samotne skały i dlatego w zależności od kryterium wielkości źródła podają, że liczba wysp wynosi od 23,7 tys. do 36 tys. Z tego powodu region ten nazywany jest często „Krainą Trzydziestu Tysięcy Wysp”. Większość wysp znajduje się w północnej części, w rejonie Przesmyku Północnego oraz zatoki Georgian Bay. Największy kompleks wysp znajduje się wzdłuż północno-wschodnich wybrzeży kanadyjskich na wodach Georgian Bay i wynosi 22,2 tys. wysp. Największą wyspą jest Manitoulin, której powierzchnia wynosi 2766 km², natomiast najbardziej znaną – „Doniczkowa Wyspa”.

### Dopływy

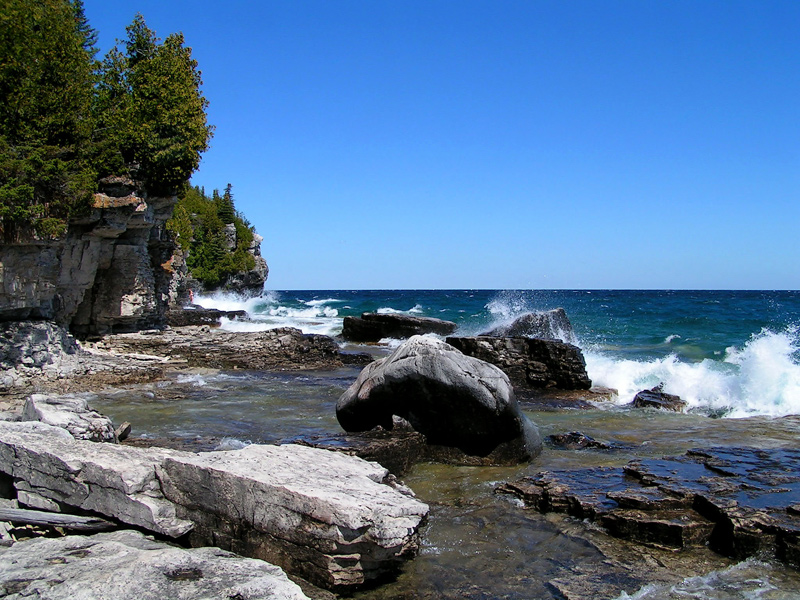
Półwysep Bruce w zatoce Georgian Bay

Powierzchnia dorzecza dostarczająca wodę do jeziora Huron wynosi 347 tys. km². Większość rzek wpływa od północy, po kanadyjskiej stronie jeziora. Dopływy południowe są krótsze i na ogół nie przekraczają kilkudziesięciu kilometrów. Sumaryczna długość wszystkich dopływów zasilających jezioro Huron wynosi ponad 10 tys. km (6213 mil). Największymi dopływami są po stronie kanadyjskiej rzeki Mississagi, Wanapitei, Spanish River i French River, oraz po stronie amerykańskiej Au Sable i Saignaw.

## Wielki sztorm 1913 roku
Ze względu na dużą powierzchnię jeziora, a także na położenie wszystkich Wielkich Jezior w niecce nieotoczonej górami silny wiatr podczas burz może powodować powstawanie dużych fal. Co kilka lat obserwuje się silne sztormy, w czasie których fale mogą przekraczać 9 metrów wysokości. Najsilniejszym sztormem, który poczynił wiele zniszczeń na nabrzeżach, pochłonął wiele statków oraz istnień ludzkich (około 250 osób) był sztorm w listopadzie 1913 roku, zwany do dziś „Białym Huraganem”.
Wystąpił on na wszystkich Wielkich Jeziorach, lecz na jeziorze Huron był największy. Wiatr osiągał prędkość ponad 145 km/h (90 mph) a fale miały ponad 11 metrów wysokości.